# Imre József (orvos, 1884–1945)
Imre József (Hódmezővásárhely, 1884. június 8. – Budapest, 1945. január 22.) orvos, szemész, egyetemi tanár.

## Családja
Nagyapja Imre Sándor (1820–1900) nyelvész, irodalomtörténész. Szülei Imre József (1851–1933) orvos, szemész, egyetemi tanár és Szabó Kornélia. Testvére Imre Sándor (1877–1945) pedagógus. Felesége Bauck Ebba volt.

## Tanulmányai
A budapesti tudományegyetemen szerzett orvosdoktori oklevelet 1907-ben, majd 1914-ben magántanári képesítést nyert a szemészeti válogatott fejezetek tárgykörében. 

## Életútja
1907 és 1916 között a budapesti tudományegyetemi Szemészeti Klinika egyetemi tanársegédeként működött, 1909-10-ben tanulmányúton járt Schordann-ösztöndíjjal a freiburgi szemklinikán. 1914 és 1916 között a Zita Kórház, valamint a Pénzintézetek Hadikórháza Szemészeti Osztályának volt az osztályvezető főorvosa, majd ezt követően a budapesti Szövetség utcai Poliklinika szemész főorvosa és a Vak Katonák Intézete orvos felügyelője lett, utóbbi helyen, 1916-18-ban az Utókezelő Szemészeti Osztály osztályvezető főorvosa volt. A pozsonyi Erzsébet Tudományegyetemen, amelyet Budapestre menekítettek, 1919 és 1921 között a szemészet nyilvános rendes tanár volt, ugyanezen minőségben dolgozott a pécsi Erzsébet Tudományegyetemen is. 1923–1924-ben és 1926–1927-ben az Amerikai Egyesült Államokban járt tanulmányúton. 1924 és 1929 között mint a Szemészeti Klinika igazgatója tevékenykedett. 1928-29-ben egyúttal az Egyetem rektora is volt. 1929 és 1939 között az Állami Szemkórház igazgató főorvosa, majd 1939-től 1945-ig a budapesti Pázmány Péter Tudományegyetemen a szemészet nyilvános rendes tanáraként dolgozott, valamint igazgatta a budapesti Mária utcai Szemészeti Klinikát. Halálát szívkoszorúér-elmeszesedés okozta.

## Munkássága
Jelentős elméleti és gyakorló szemorvos volt, szemhéjplasztikai műtéteivel világhíre tett szert. Az volt az első, aki Magyarországon tokos, kerekpupillás hályogműtétet végzett, és szintén az elsők között végzett retinaleválás (ablatio retinae) elleni műtéteket. Feltételzhetően a világon másodikként mutatta be Magyarországon az ideghártya-leválás modern műtétét, egyúttal a szaruhártya-átültetés magyarországi elterjesztésében is fontos szerepe volt. A világirodalomban elsők között hívta fel a figyelmet az endokrin mirigyek zavarai és a szembetegségek, elsősorban a zöldhályog (glaukoma) közötti összefüggésekre. Az ő találmánya a reflektorszemüveg. Számottevő patológiai és szövettani tevékenységet is folytatott.
A Szemhéjplasztikák és az arc egyéb lágy részeinek képző műtétei című 1928-ban megjelent munkáját, amely a magyar szemészeti irodalom nemzetközileg is elismert klasszikusa, többek között németre és franciára is lefordították. 

## Művei
- Szemhéjplasztikák (Budapest, 1928)
- Gyakorlati szemészet (Scholtz Kornéllal, Budapest, 1931)
- Eye diseases and symptoms connected with the Gonads with Adrenals and with Pregnancy (XV Conc. opht. Kairó, 1938)
- Klinische und histologische Erfahrungen mit der Hornhautübertragung (Stuttgart, 1942)
- Operationen an den Lidern in Thiel Ophthalmologische Operationslehre (Leipzig, 1942)